# Энджел (монета)

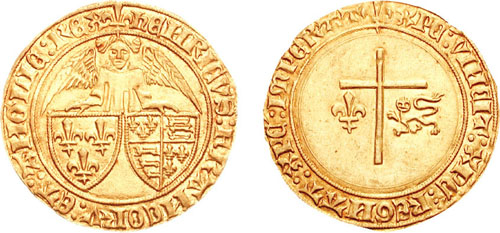
Французский ангел от имени английского короля Генриха VI

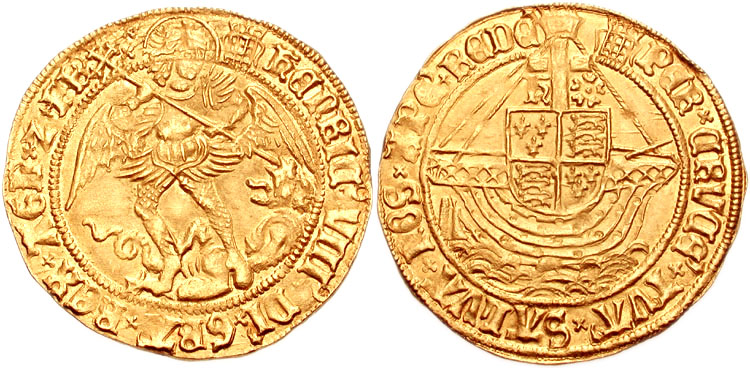
Энджел короля Генриха VIII

Энджел, или Ангел (англ. Angel) — золотая монета, выпускавшаяся во Франции и Англии.
Первый энджел с изображением ангела был отчеканен в 1341 году во Франции, где эти монеты получили название «Angelot» или «Ange d`or». В 1465 году Эдуард IV начал чеканку подобных монет в Англии. Энджелы пришли в этой стране на смену ноблям и поначалу назывались энджел-нобль. Именно в Англии эта монета получила наибольшее распространение.
И английские и французские энджелы являются ценным нумизматическим материалом и имеют высокую коллекционную стоимость в зависимости от состояния.

## В Англии
Курс энджела по отношению к серебру постоянно изменялся. Начальная стоимость энджела составляла 6 шиллингов 8 пенсов, то есть ровно 80 пенсов, что составляло треть фунта стерлингов. С 1472 года в Англии также стали выпускаться монеты в полэнджела.
На аверсе монеты помещался стоящий Архангел Михаил, поражающий копьём змия; на легенде монеты находилась сокращённая надпись на латыни, означающая: «Эдуард IV, Божьей милостью король Англии и Франции».
На реверсе изображён символический корабль в лучах солнца, на котором располагается герб Англии и крест. На легенде содержится сокращённая надпись на латыни, означающая: «своим крестом спаси нас, Христос, наш спаситель».
Диаметр монеты 27-31 мм, а вес составлял 80 гранов (5,2 грамма). Диаметр монеты в полэнджела — 20-21 мм, а вес 40 гранов (2,6 грамма).
Обе монеты выпускались до 1662 года, когда король Карл II приказал прекратить чеканку энджелов и начать выпуск гиней.
Некоторые изменения курса:
- К 1526 году стоимость серебра упала, и в правление Генриха VIII в одном энджеле было 7 шиллингов и шесть пенсов (всего 90 пенсов).
- В 1544 году в энджеле было уже 8 шиллингов или 96 пенсов.
- В 1550 в правление Эдуарда VI стоимость энджела увеличилась до 10 шиллингов или 120 пенсов, то есть полфунта.
- К 1612 году во времена Якова I цена энджела увеличилась до 11 шиллингов или 132 пенсов.
- В 1619 году при Якове I энджел стал стоить 10 шиллингов, а вес его был уменьшен до 70 гранов (4,5 грамма).

## Остров Мэн
С 1984 года остров Мэн выпускает золотые инвестиционные монеты с номиналом в энджелах, на аверсе монеты помещён портрет королевы Елизаветы II, а на реверсе архангел Михаил, поражающий копьём змия.

## «Королевская болезнь»
Во Франции, а после притязаний на французский трон и в Англии, существовала церемония по излечению так называемой «королевской болезни» (фр. le mal du roi, англ. the king's evil) — в то время так назывался скрофулёз, или золотуха (устаревшее название целого ряда кожных заболеваний, самыми распространёнными из которых были диатез и кожный туберкулёз). По поверью, от «королевской болезни» мог излечить лишь сам король, дотронувшись до больного золотой монетой, и в большинстве случаев такой монетой были именно энджелы. В англиканской Книге общих молитв (англ. Book of Common Prayer) от 1633 года содержится подробное описание церемонии. После проведения церемонии пациентам было положено проделать в монете отверстие и носить на шее. Известно, что французский король Генрих IV касался за одну церемонию монетой около 1500 человек, а английский король Карл II за своё правление лечил таким образом около 45 000 человек. Королева Анна в 1712 году на церемонии касалась монетой известного впоследствии поэта Самюэля Джонсона. В Англии церемонию отменил король Георг I, посчитав её «излишне католической», а во Франции церемония прекратила существование во времена Людовика XV, однако в 1825 году вновь была проведена, ко всеобщему осмеянию.